# Gotico Florido
Gotico Florido – połączenie stylów architektonicznych: Plateresco i Izabelińskiego w okresie późnego gotyku w Hiszpanii. Płaszczyzny pokryte najbardziej wybujałą, przypominającą koronki ornamentyką rzeźbiarską.